# Franco Ferrara
Franco Ferrara (Palerm (Sicília), 4 de juliol, 1911 - Florència (Toscana), 6 de setembre, 1985), va ser un violinista, director i compositor italià, així com un important professor de direcció.

## Biografia
Ferrara va viure a Bolonya des de 1924, on va assistir al Liceo Musicale Giovanni Battista Martini. Va estudiar violí, piano, orgue i composició amb Angelo Consolini, Filippo Ivaldi, Antonio Belletti i Cesare Nordio als conservatoris de Bolonya i Palerm. El 1925 esdevingué violinista al "Teatro Comunale di Bologna". També va actuar com a pianista i va dirigir les seves pròpies composicions. Del 1931 al 1933 va ser membre de l'Orchestra dell'Augusteo de Roma i després concertino de l'"Orchestra del Maggio Musicale Fiorentino fins al 1940, on va treballar amb directors com Vittorio Gui, Antonio Guarnieri, Victor de Sabata, Bruno Walter, Willem Mengelberg i Erich Kleiber.
L'any 1938 Ferrara va debutar com a director amb un concert al "Teatro Comunale di Firenze". La seva reputació com a director es va consolidar amb un concert que va donar a Roma el 1939 amb l'"Orquestra di Santa Cecil. Va dirigir l'orquestra fins al 1945. També va fer concerts a Hongria, Romania i Alemanya amb la Filharmònica de Berlín i l'Orquestra Simfònica de Bamberg.
Després de baixar del podi per primera vegada l'any 1940 al Teatre Adriano, es va retirar de les activitats de concert l'any 1948 per motius de salut. No obstant això, va continuar realitzant enregistraments radiofònics d'obres com l'òpera I due timidi de Nino Rota (nominada al Prix Italia el 1951). A l'obertura del 2n canal de la RAI va dirigir l'orquestra i el cor de la RAI di Roma. Com a compositor de cinema ha treballat amb Federico Fellini, Michelangelo Antonioni i Luchino Visconti.
Des de 1947 fins a la seva jubilació el 1981, Ferrarra va ensenyar direcció i lectura de partitures a l'"Accademia Nazionale di Santa Cecilia" de Roma. També va impartir cursos de direcció a Perusa a partir de 1958 (a invitació de Valentino Bucchi), a Hilversum des de 1959, a Venècia des de 1961 i a Siena des de 1966. Va ensenyar a molts directors coneguts, com Edo de Waart, Emil Chakarov, Gabriel Chmura, Zoltán Peskó, Riccardo Chailly, Aldo Ceccato, Gaetano Delogu, Gabriele Ferro, Hubert Soudant, Andrew Davis, Ádám Fischer i Richard Vardigans.
El 1964, 1967 i 1971 va ser jutge del Concurs Internacional de Música Dimitri Mitropoulos de Nova York.

## Música de cinema
- 1953: El saqueig de Roma (Il Sacco di Roma)
- 1954: Aixecament a l'illa paradisíaca(La principessa delle Canarie)
- 1957: Los jueves, milagro
- 1960: Revak - Esclau de Cartago (Els bàrbars)
- 1961: Drakut il vendicatore
- 1963: The Leopard (1963), col·laboració com a director i director musical